# Winnica (Nawojowa Góra)

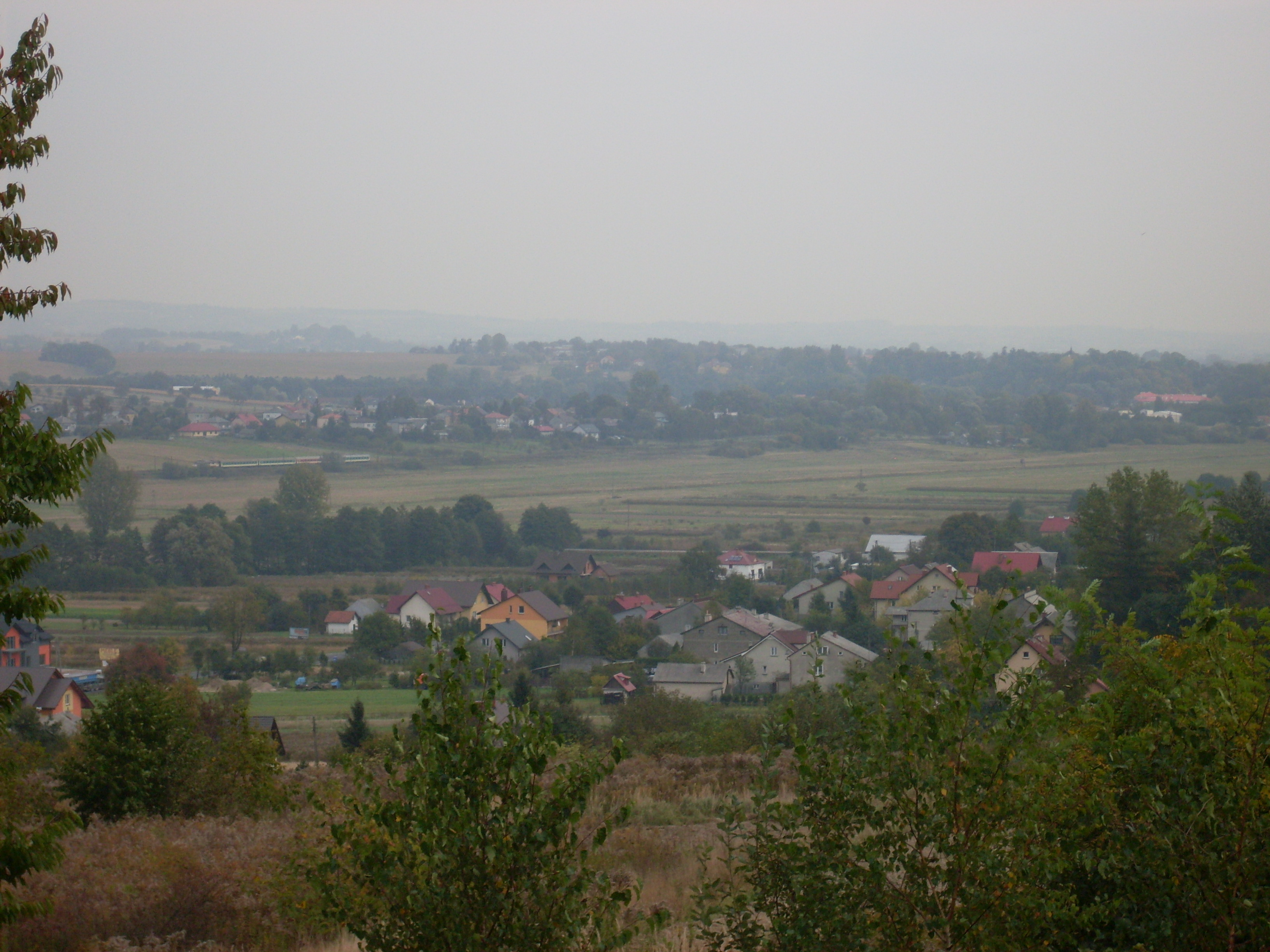
Widok ze szczytu w stronę północną

Góra Winnica – wzgórze o wysokości 324 m n.p.m. Znajduje się na Garbie Tenczyńskim w miejscowości Nawojowa Góra w województwie małopolskim. Na jej wschodnim zboczu znajduje się cmentarz komunalny do której prowadzi ulica o nazwie "Winnica".
Góra jest najbardziej na północ wysuniętym zrębem Garbu Tenczyńskiego, rozciąga się stąd widok na Rów Krzeszowicki i południowe krańce Wyżyny Olkuskiej. Na północnych zboczach piętrzą się ogromne hałdy i nieczynne wyrobiska kamieniołomów.